# Linia kolejowa nr 665
Linia kolejowa nr 665 – jednotorowa, niezelektryfikowana linia kolejowa znaczenia miejscowego łącząca stację Sosnowiec Maczki ze stacją Sławków Euroterminal.